# 秘魯乳項鰭鯰
秘魯乳項鰭鯰，為輻鰭魚綱鯰形目項鰭鯰科的其中一種，為熱帶淡水魚類，分布於南美洲秘魯Marañon河流域，體長可達3.6公分，棲息在底層水域，生活習性不明。